# Rudolf Borisovič Baršaj
Rudolf Borisovič Baršaj (in russo Рудольф Борисович Баршай?; Stanitsa Labinskaya, 28 settembre 1924 – Basilea, 2 novembre 2010) è stato un direttore d'orchestra e violista russo.

## Biografia
Baršaj nacque a Stanitsa Labinskaya, Territorio di Krasnodar e studiò al Conservatorio di Mosca sotto Lev Tseitlin e Vadim Borisovsky. Si è esibito sia come solista che con Sviatoslav Richter e David Oistrakh. Baršaj fu anche membro di un trio con Mstislav Rostropovich e Leonid Kogan. Vinse numerosi concorsi sovietici ed internazionali. Fu il violista fondatore del Quartetto Borodin nel 1945 e ne fu membro fino al 1953. In seguito studiò direzione d'orchestra nella classe di Ilya Musin al Conservatorio di Leningrado.
Nel 1955, Baršaj fondò la Moscow Chamber Orchestra, che ha guidato e diretto fino a quando non emigrò in Israele nel 1977. È stato direttore artistico della Israel Chamber Orchestra dal 1976 al 1981. Dal 1981 fino al 1982 Baršaj è stato direttore principale dell'Orchestra Sinfonica di Vancouver. Fu direttore ospite principale della Orchestre national de France (Orchestra Nazionale di Francia) dal 1985 al 1986. È stato direttore principale della Bournemouth Symphony Orchestra dal 1982 al 1988.
Nel 1954 Baršaj sposò Anna Martinson, una pittrice russa e costumista, figlia del comico sovietico Sergey Martinson. Ebbero un figlio, Walter Baršaj, nato il 6 giugno 1955. Dopo il loro divorzio nel 1963 e il suo matrimonio con una traduttrice giapponese, Teruko Soda, dalla quale ebbe un figlio, Takeshi, nato il 10 gennaio 1967, sposò l'organista concertista Elena Raskova. Baršaj risiedette in Svizzera fino alla sua morte.
Un film biografico sul Maestro, La Nota, è stato girato nel 2010 da Oleg Dorman.

## Carriera
Baršaj raggiunse la fama come interprete e arrangiatore della musica di Shostakovich e di Prokofiev. Egli è particolarmente noto per i suoi arrangiamenti dei quartetti d'archi di Shostakovich, soprattutto il Quartetto per archi n. 8, per orchestra da camera. Nel 2000 Barshai ha prodotto una versione per l'esecuzione della Decima Sinfonia di Mahler, rimasta incompiuta alla morte del compositore e per la quale poté contare sulla competenza di Frans Bouwman, uno dei maggiori esperti sulla Decima Sinfonia. Ha inoltre registrato una serie di opere di Shostakovich, tra le quali c'è la registrazione in prima mondiale grandemente elogiata della Quattordicesima Sinfonia del compositore.

## Premi e riconoscimenti
Molte delle sue registrazioni hanno guadagnato il plauso della critica ed ha vinto premi internazionali, tra i quali:
- 1988 Gramophone Award – Concerto: Tchaikovsky, Concerto per pianoforte n. 2, Rudolf Baršaj dirige la Bournemouth Symphony Orchestra; solo: Donohoe (EMI)
- 2003 Cannes Classical Music Award: Orchestral 20 Century: Shostakovich: Sinfonie Complete; Baršaj dirige la WDR Symphony Orchestra Cologne (Brilliant Classics)
- 2003 Editor's Award (ClassicsToday.com): Registrazione dell'Anno: Shostakovich: Sinfonie Complete; Baršaj (Brilliant Classics).

## Registrazioni da solista
Ivan Chandoškin
Concerto for Viola & Orchestra (in C Major)
Moscow Chamber Orchestra, Rudolf Baršaj conductor and viola Moderato
Canzona: Andante
Rondo: "La Chasse" 
Allegretto
Johann Sebastian Bach
Partita No.2 in D Minor, BWV 1004, Arranged for viola by Rudolf Baršaj. 
Played on Stradivarius viola, recorded in 1960.

1.	Allemanda;  2. Corrente; 3. Sarabanda; 4. Giga, 5. Ciaccona
Johann Sebastian Bach
Brandenburg Concerto no.6 for 2 violas. Moscow Chamber Orchestra, 
live concert recording at the Moscow Conservatory. 
Rudolf Baršaj, conductor and viola. 

1.	Allegro; 2. Adagio Ma Non Troppo; 3. (Allegro)
Rudolf Baršaj, solo viola. Accompanied on piano by Vladimir Shreibman
Robert Schumann (1810-1856)
Märchenbilder for viola and piano, op.113
1.	Nacht schnell (3:18)
2.	Lebhaft (4:11)
3.	Rasch (2:20)
4.	Langsam mit melodischem Ausdruck (5:03)
Sergey Prokofiev (1891-1953)
Five pieces form Romeo and Juliet, arranged for viola and piano by R. Baršaj
5.	The street awakening (1:35)
6.	Dance of the Antilles Maids (2:26)
7.	Masques (2:26)
8.	Peter Laurence (2:41)
9.	Mercutio Dies (3:11)
Maurice Ravel (1875-1937)
10.	Pavane (arr. V. Borissovky) (6:03)
Claude Debussy (1862-1918)
11.	En bateau (arr. V. Borisovssky) (5:33)
Paul Hindemith (1895-1963)
Sonata for solo viola op.25 n.1

12.	Breit (3:45)
13.	Sehr Frisch und straff (2:33)
14.	Sehr langsam (2:20)
15.	Raschendes – Zeitmass wild – Tonschönheit ist Nebensache (1:26)
16.	Langsam mit viel Ausdruck (4:33)
Paul Hindemith
17.	Trauermusik (7:40) Moscow Chamber Orchestra, R. Baršaj, viola and conductor, (Langsam – Ruhig bewegt - Lebhaft – Sehr langsam)
Georg Friedrich Händel / Casadesus
Viola concerto in B minor (arr. R. Baršaj)

Moscow Chamber Orchestra, R. Baršaj, viola and conductor 

1.	Allegro moderato
2.	Andante ma non troppo
3.	Allegro molto
Michail Ivanovič Glinka  (1804-1857)
Sonata for Viola and PianoIn D minor

Rudolf Baršaj, viola - Tatiana Nikolayeva, piano

1.Allegro moderato
2.Larghetto, ma non troppo
Ho questa registrazione su un vecchio disco. È stato registrato nel 1953, quindi è di dominio pubblico e può essere riprodotto in base al diritto internazionale:
Revol Samoilovich Bunin  (1924-1976)
Concerto for Viola and Orchestra, dedicated to Rudolf Baršaj

Moscow Radio Symphony Orchestra, Nikolay Anosov, Conductor

Rudolf Baršaj, Viola 

1.Andante – Allegro
2.Adagio espressiv
3.Maestoso – Allegro

## Registrazioni

### Gruppi
1. Beethoven - String Trio in G, op. 9 No.1, String Trio in C Minor, op.9 No. 3, with Leonid Kogan, M. Rostropovich 1958/1958 Melodiya SUCD 10-00552
2. Glinka - Sonata for Viola and Piano in D minor, with Tatyana Nikolayeva Multisonic 310236
3. Fauré - Piano Quartet No.1 in C, op.15, with Emil Gilels, L. Kogan, M. Rostropovich 1958/1958
4. Shostakovich - String Quartet No.3 in F, op.73, 1954/1955 Russian Revelation RV10016
5. P. Tchaikovsky - String sextet in D minor, Multisonic 310182

### Direzione
- Albioni - Concerto for Oboe, Strings & Harpsichord in B flat,Op.7, No.3 Russian Disc RD CD 10 062
- J.Baur - Symphony Metamorphose, Cologne radio Symphony Orchestra, 1994 THROFON CTH2270

Beethoven
Sym. No. 1,2,3,4,5,6,7,8 Orchestra based on MCO 1969 - 1975/1970 - 1976
Coriolan, ouverture 1970/1970
Consecration of the house, overture to Mesl’s play 1970/1970
Ruinen von Athen, overture & Turkish March from incidental music to A.v.Kotzebue’s play 1970
Könlg Stefan, overture to Kotzebue’s play 1970/1970
Missa Solemnis in D Major, Russian National Orchestra, 1994, Laserlight CD 14136
Piano Concerto No.2 J.Lill 1970/1970
Piano Concerto No.3 S.Richter 1973/UR (unreleased)
- Berg - Chamber Concert O.Kagan, S. Richter,All-Union Radio & TV Large Sym.Orchestra 1972/UR
- J.S.Bach - Brandenburg Con. 1,2,3(Rostropovich, cello, 1958),4 (D.Oistrakh, violin, 1957),5,6 1973/76
  - Suite No.1 in C BWV 1067 1963/1963
  - Suite No.2 in B minor BWV 1067 1973/1973
  - Suite No.4 in D BWV 1069 1972/1973
  - The Art of Fuge, edited and arr. Baršaj, MCO 1972/1972
  - Piano Con. 1,2,3,4,5,7 V.Devetzi, piano, 1968/1968 Royal Classics ROY 700942
  - Con. for 2 pianos in C, BWV 1061 Richter, Vedervinkov 1959/196 BMG 74321294612
  - Violin Con. No.1 BWV 1041, D.Oistrakh 1959/1959
  - Violin Con. No.2 L.Kogan (1959/1959), D.Oistrakh (1959/1961), M.Fujikawa (1970/1970)
  - Violin Con. in D minor, BWV 1052, Igor Oistrakh 1961/1961
  - Air from Overture No. 3, Violin Con. No 1 & 2 w/Kogan MCO Triton DML Classics 42001/2
  - Concerto for 2 violins in D minor, BWV 1043, I. & D.Oistrakh 1959/1959 Monitor MCD72009
  - Concerto for Oboe, Violin & Strings in D minor, Nepalo, Abramenkov 1962/1962
  - Concerto for Harpsichord, Flute, Violin & Strings in A minor BWV 1044 1963/1965
  - “Wer sich selbst erhöhet”,cantata BWV 47,Pisarenko, Vedernikov, Yurlov Choir 1965/1966
  - “Gott soll allein mein Herze haben”, aria from cantata BWV 68, ”Murre nicht, lieber Christ”, aria from cantata BWV144, ”Erbarme dich”, aria from “Matthäus Passion” BWV 244,Dolukhanova 1958
  - Cello Concerto in C minor 1963/UR
- Revol Bunin –   Sym. No.5 op.45 MPO 1968/1970
  - Concerto for Chamber Orchestra in G minor, op.33 MCO 1962/1962
  - Concerto for Strings in D minor op.36 MCO 1968/1969
  - Piano Concerto in G minor, op.34, V.Devetzi 1968/1969
  - Lead us, the Road, oratorio MCO, 1973/1973
- Biber - Sonata a 6 vocl in B flat, T.Dokshitser, trumpet MCO 1968/1970
- Boccherini - Sym. in E flat MCO 1960/1960
  - La Musica notturna delle estrade di Madrid, G324 MCO 1960/1961
  - Cello Concerto in D, M. Rostropovich, 1963/UR
- Brahms – Symphonies No. 2 & 4, Cologne Radio Sym. Orchestra, 1999, Laurel Record LR-903
- Britten - Simple Symphony, op.4, MCO 1962/1963
- Bellini - Oboe Concerto in E flat, E. Nepalo, MCO 1968/1970 Russian Disc RD CD 10 062
- Debussy - Two Dances for Harp & Strings, O. Erdelli 1965/1965
- Hindemith - Ein Jäger aus Kurpfalz, op.45 No. 3 MCO 1964/1965
- Hummel - Trumpet Concerto in E flat, T. Dokshitser MCO 1968/1970 BMG/RCA Victor #32045
- J. Haydn - Sym. No.45”Farewell”, 94 ”Surprise”, 95, 100 ”Military”, 101 ”Clock”, 102, 104 “London” MCO 1965-1973/1965-1991 Melodiya SUCD 10-00224
  - Violin Concerto in C, Hob.VIIa/1, Spivakov 1972/1973
  - Piano Concerto in D,Hob/XVII/11,Emil Gilels 1959/1959; Devetzi Royal Classics ROY700942
  - Horn Concerto in D,Hob.VIId/4 Afanasiev 1960/1962
- M.Haydn - Symphony in G MCO 1976/1991
- Handel - Concerto Grosso op.3 No.4a, op.3 No.5, op.6 No.10, op.6 No.12 1959-1976/1959-1991
  - Concerto for Organ & Strings, op.4 No.1, H.Lepnurm, MCO 1961/1961
  - Ariana’s Aria, Mellissa’s Aria, Flavio Aria, Admeto’s Aria, Dolukhanova, 1958/1958
- K.Karaev - Sym. No.3 MCO 1966/1966
- Yu.Levitin - Oboe Concerto in E minor, op.50, Nepalo, MCO 1967/1969
- A.Lokshin - Sym. No. 5, 7,10, Songs of Margaret, MCO 1971-1976/1971-UR Laurel Record LR-901
- Mahler - Sym.No.5, Junge Deutsche Philharmonie, 1999 Brilliant Classics
  - Sym. No. 9, Moscow Radio Symphony Orchestra, 1993 BIS CD632
  - Sym.No.10, Arranged by R. Baršaj. Junge Deutsche Philharmonie, 2004 Brilliant Classics
- Mozart - Sym. 1,10,18,20,22,24,25,28-41, in D, in B flat, in G MCO 1961-1973/1961-1974
  - Piano Con. No.1 K337, Richter, Japan Shinsei Sym. Orchestra, 1994 Laurel Record LR902
  - Piano Con. no.5 K175,Richter, Japan Shinsei Sym.Orchestra, 1994, Laurel Record, LR-902
  - Piano Con. No. 12 K414, V.Devetzi MCO 1962/1962
  - Piano Con. No. 13 K415, M.Frager MCO 1963/1963
  - Piano Con. No.14 K449, MCO, D.Bashkirov (1963/1963), S.Richter 1973/UR
  - Piano Con. No. 15 K450, S.Richter MCO MasterTone LM 1302
  - Piano Con. No. 16 K451, M.Frager MCO 1963/1963
  - Piano Con. No. 17 K453, Bashkirov (1965/1965), Richter (live 1968/UR) MCO
  - Piano Con. No.18 K456, Richter, Japan Shinsei Sym.Orch., 1994, Laurel Record LR902
  - Piano Con. No.21 K467, E. Gilels, MCO 1959/1959
  - Piano Con. No.24 K491, V.Devetzi, MCO 1969/1971
  - Piano Con. No.27 K595, Devetzi (1969/1971), Richter (1966) MCO MasterTone LM1302
  - Violin Con. No.3 K216, D. Oistrakh, MCO 1960/1960.w/Kogan – Triton DMCC-42001/2
  - Violin Con. No.5 K219,L.Kogan, MCO 1960/1960 Arlecchino ARL18, Triton DMCC-42001/2
  - Concerto for Flute, Harp & Orchestra in C, K299, MCO 1965/1965
  - Clarinet Concerto in A, K622, Mikhailov, MCO 1971/1971
  - Divertimento No.1 in D K136,No.2 in F K138,No.7 in D K205 MCO 1958-1963/1958-1963
  - Serenade No.7 in D “Haffner”, K250, MCO 1973/1974
  - Idomeneo,K366,Schauspieldirektor,K486,La Nozze di Figaro,K492,Overtures, 1976/1991
  - Various Arias, G.Gabora, sno, Leonskaya, piano, Spivakov, violin, MCO 1976/1977
- Mussorgsky - Night on bald Mountain, Vancouver Symphony Orchestra 1989 CBC 2-5083
- Pergolesi - Stabat Mater, Pisarenko, Arkhipova, Yurlov Choir, MCO, 1966/1966
- Prokofiev - Visions Fugitives, op.22, Nos. 1-15, arr. Baršaj, MCO 1962/1963
- Piano Con. No. 3 w/Mark Zeltser, Cologne Radio Sym. Orch. Laurel Record LR-904
- J. Rääts - Concerto for Strings, op.16 MCO 1963/1963
- Rachmaninoff –Rhapsody on a theme by Paganini,w/Zeltser, Cologne R.S.Orch. Laurel Record LR-904
- Shubert - Sym. No.5 in B flat, D485, MCO 1964/1964
  - 5 Menuets with 6 Trios, D89, MCO 1965/1965
- Shostakovich - Sym. No. 14, op.136, Miroshnikova, Vladimirov MCO 1970/1970
  - Sym. No. 14, op.136, Vishnevskaya, Reshetin MCO (1969/UR - author’s request)
  - All 15 Symphonies -  Cologne Radio Symphony Orchestra - Brilliant Classics #6275
  - Sym. No.7 Junge Deutsche Philharmonie & members of MPO 1991 BIS-CD-515
  - Sym. No.8 Bournemouth Symphony Orchestra 1985 EMI CDC 7476702
  - Sym. No.4 Bundesjugendorchester 1992 Deutsche Harmonia mundi HM 1068-2
  - Chamber Symphonies on Deutsche Gramophone & Sony Classical
- Boris Tchaikovsky - Chamber Symphony in G-E MCO 1968/1969
  - Piano Concerto, B. Tchaikovsky, piano MCO 1965/1967
- P.Tchaikovsky - Sym. No. 6, Vancouver Symphony Orchestra, 1989 CBC 2-
  - Piano Con. No.1,2,3 Peter Donohoe (piano), Nigel Kennedy (violin),
- Steven Isserelis (cello), Bournemouth Symphony Orchestra 1986, 1987, 1989 EMI CDC 7499392
  - Concert Fantasy, Op.56,Bournemouth Symphony Orchestra, 1989 EMI CDC7499392
- Telemann - Concerto for 3 Oboes, 3 Violins & Strings in B flat 1965/1967 EMI 724356534025
- Torelli - Violin Concerto in A minor, Op.8 No.9 Spivakov, solo MCO1972/1973
- M. Vainberg
  - Sym. No.7 Op.81, MCO 1967/1969 OLYMPIA OCD 472
  - Sym. No.10 Op.98, MCO 1970/1970 OLYMPIA OCD 472
  - Sinfonietta No.2 Op.74, MCO 1962/1962
  - Fantasy for Cello & Orchestra, Op.52, MCO 1970/1970
  - Flute Concerto Op.75, Korneev, MCO 1968/1969
- Vivaldi - Concerto in G minor RV577, MCO 1971/1971
  - Four Seasons Op.8, Nos.1-4, Smirnov, solo, MCO 1961/1962 Revelation RV10043
  - Con. for 2 Violin & Strings in D minor, RV514 MCO 1970/1971 London 433680-2
  - Con. for 4 Violins, Cello & Strings in B minor, RV580, MCO 1958/1958 London 433680-2
  - Con. for Cello, Bassoon & Strings in E minor RV409,MCO 1971/1971
  - Con. for 2 Oboes & Strings in A minor, Nepalo, Baidak, MCO Revelation RV 10043
  - Double Concerto for 2 Horns & Strings in F, MCO Revelation RV10043
  - Cello Concerto in G, RV 413, Rostropovich, MCO 1963/UR
  - Oboe Concerti in D minor, in C, in A minor, Nepalo,MCO 1968,63, Russian Disc RD CD 10 062
- Verdi
  - Requiem, live at Waldbüne, Berlin, World Symphony Orchestra, Maryland Chorus, Shinyu-Kai Choir, Sveshnikov Choir June 11, 1994; IPPNW-Concerts 2-CD